# Parcs provinciaux du Canada
Les parcs provinciaux sont des parcs sous la direction des gouvernements provinciaux au Canada. 
Toutes les provinces et territoires du Canada administrent chacun un réseau de parcs provinciaux ou territoriaux définis comme étant des aires protégées excluant toutes activités industrielles (sauf quelques exceptions). La grande majorité de ces parcs sont gérés de la même façon que les parcs nationaux et sont d'ailleurs classés dans la catégorie II de l'UICN. 
Toutefois au Manitoba, la province permet la coupe de bois industrielle à l'intérieur des limites de la majorité de ses parcs et ils sont ainsi classés dans la catégorie VI de l'UICN. C'est également le cas du parc provincial Algonquin en Ontario (catégorie IV) mais ce genre de pratiques est vivement contesté par des groupes écologistes et une partie de la population. Ces exceptions mises à part, la coupe de bois est interdite dans tous les parcs provinciaux au Canada mais leurs types de gestion varient beaucoup d'une province à l'autre, notamment dans la pratique de certaines activités dites compatibles avec le niveau de protection. Par ailleurs au Québec, les parcs provinciaux sont dénommés « parcs nationaux ».
Le plus grand parc provincial est le parc national Tursujuq au nord-ouest du Québec (26 107 km²), mais plusieurs parcs provinciaux ne font même pas 1 km² et sont axés sur la récréation plutôt que la conservation.

## Liste

### Manitoba
- Parc provincial des Lacs Sand
- Parc provincial de la Rivière-Caribou
- Parc provincial d'Atikaki
- Parc provincial de Numaykoos Lake
- Parc provincial de Whiteshell
- Parc provincial de Grass River
- Parc provincial de Nopiming
- Parc provincial de Duck Mountain
- Parc provincial d'Hecla/Grindstone

### Nouveau-Brunswick
- Parc provincial Hopewell Rocks
- Parc provincial du Mont-Carleton
- Parc provincial de la Plage-Parlee
- Parc provincial de Val-Comeau
- Parc provincial de la plage New River

### Nouvelle-Écosse
- Parc provincial de Cape Chignecto

### Ontario
- Parc provincial Abitibi de Troyes
- Parc provincial Algonquin
- Parc provincial Opasquia
- Parc provincial du Lac-Supérieur
- Parc provincial La Vérendrye
- Parc provincial MacGregor Point
- Parc provincial Polar Bear
- Parc provincial Quetico
- Parc provincial de la Rivière Winisk
- Parc provincial Wabakimi
- Parc provincial Woodland Caribou

### Québec
- Parc national Tursujuq
- Parc national Kuururjuaq
- Parc national du Mont-Tremblant
- Parc national des Pingualuit
- Parc marin du Saguenay–Saint-Laurent[1]